# 穆亨 (俄罗斯)
穆亨（羅馬化：Mukhen）是俄罗斯哈巴罗夫斯克边疆区的市级镇，为拉佐区第三大聚居地。地处哈巴罗夫斯克边疆区南部，位于阿穆尔河流域涅姆塔河（Немта）右岸，在区行政中心佩列亚斯拉夫卡东北、边疆区首府哈巴罗夫斯克（伯力）东南方。西南侧不远处有一个小定居点锡季马村。
该地2022年人口有3,364人；2010年人口4,068；2002年人口4,756；1989年人口6,142。